# Paul Félix Ferri-Pisani
Pour les articles homonymes, voir Ferri, Pisani et Ferri-Pisani.
Paul-Félix Ferri-Pisani (4 septembre 1770 - Ajaccio (Corse) ✝ 24 octobre 1846 - Padoue (Italie)), est un homme politique corse sous le Premier Empire ; il fut préfet de la Vendée pendant les Cent-Jours.

## Biographie
Corse d'origine et apparenté aux Bonaparte, il devint un fidèle « serviteur » du Roi Joseph tant à Naples qu'en Espagne.
Le 10 juin 1794, il est député de Lopigna à la Consulte générale de Corte qui approuve l'action de Pasquale Paoli et se prononce pour la rupture avec la France. Cette assemblée promulgue une constitution en 12 titres et 75 articles et proclame le royaume de Corse (anglo-corse), sous forme de monarchie constitutionnelle.
Le 9 février 1795, il assiste à la première session du parlement anglo-corse, qui se tient à Bastia, en l'église de la Concezzione, où il fait un discours devant le vice-roi de Corse, Sir Gilbert Elliot.
En octobre 1797, il est un des chefs de l'insurrection menée par l'Union des catholiques républicains ; et devient, en 1801, membre du tribunal criminel extraordinaire, créé par André François Miot de Melito.
Il est des quelques Corses qui, dans le royaume de Naples obtinrent des postes très importants : tandis qu'il est fait ministre des Postes, des hommes comme Simon Colonna de Leca sont nommés intendant (gouverneur d’une province).
Titré comte de Saint-Anastase par le roi de Naples en 1810, il épouse à Naples Camille Jourdan, une des filles du maréchal Jourdan.
Pourvu du trône royal espagnol, Joseph Bonaparte avait la volonté de ne confier ses ministères qu'à des Espagnols. Quelques administrateurs français qui venaient de le servir à Naples l'accompagnèrent, une poignée d’entre fut naturalisée au cours du règne (les autres restèrent cantonnés dans la maison militaire et civile du roi). Rares sont les Français qui influencèrent la politique espagnole de Joseph Bonaparte : les comtes de Saint-Anastase et de Mélito, grâce à leurs fonctions de conseillers d’État (Paolo Felice est même président de la section des finances), étaient les seuls civils français en contact officiel avec le ministère et le conseil d'État espagnols.
Comte de Saint-Anastase et de l'Empire le 26 février 1814, préfet de la Vendée pendant les Cent-Jours, conseiller d'État français en 1830, il avait été fait commandeur de la Légion d'honneur, commandeur de l'ordre des Deux-Siciles et chevalier de l'ordre de la Couronne de fer.

### Vie familiale
Unique fils de Pasquale Ferri (né en 1746) et Maria Stella Ottavij (ses parents auront également deux filles), Paolo Felice épouse à Naples, le 8 mai 1808, Camille Jourdan (1794 ✝ 1842), une des filles du maréchal Jourdan. De leur mariage naîtront :
- Jean Baptiste Félix Auguste Ferri-Pisani-Jourdan[3] (Paris, 12 avril 1809 - Courbevoie, 4 août 1881[4]), 2e comte de Saint-Anastase, général de brigade (1868)[5], commandeur de la Légion d'honneur, commandant l'artillerie du 7e corps d'armée, marié en juin 1847 avec Charlotte de La Coste du Vivier[6], fille du général de La Coste du Vivier dont :
  - Marie Camille Maurice Ferri-Pisani-Jourdan (1848 ✝ 1912), 3e comte de Saint-Anastase, chef d'escadron ;
  - Marguerite ( ✝ 1942), mariée le 5 avril 1893 avec Paul Bernardin Colaud (1851 ✝ 1924), baron de La Salcette (sans postérité) ;
  - Marie Sophie Mathilde (née en 1852), mariée le 5 avril 1875 avec François (1848-1908), marquis d'Aux (sans postérité) ;
  - Marie Catherine ;
- Estelle (1814 ✝ 1845), mariée en 1836 avec Victor Pernety (1794 ✝ 1862), dont postérité ;
- Marcel Victor Paul Camille Ferri-Pisani (25 juin 1819 - Le Coudray-Montceaux (Seine-et-Oise) ✝ mars 1893 - Blancat (Basses-Pyrénées)), général de brigade (6 novembre 1870), général de division (3 juin 1879), Commandeur de la Légion d'honneur, Commandant la 3e division d'infanterie (2e corps d'armée) et les subdivisions de région de Péronne, d'Abbeville, de Beauvais et d'Amiens, aide de camp du prince Napoléon, qu'il accompagna aux États-Unis au début de la guerre de Sécession, marié en 1881 avec Jeanne de Bertholdi (1856 ✝ 1932), dont :
  - Camille Ferri-Pisani dit Ferri-Pisani (1885-1954), 4e comte de Saint-Anastase, homme de lettres, marié, d'où :
    - Claude-Marie Ferri-Pisani (née en 1933), épouse Derek Lawrence, universitaire anglais.

## Fonctions
- Député de Lopigna à la Consulte générale de Corte  (10 juin 1794) ;
- Député au Parlement anglo-corse (9 février 1795) ;
- Membre du Tribunal criminel extraordinaire (1801) ;
- Chambellan du roi Joseph Ier Bonaparte ;
- Ministre des Postes du royaume de Naples ;
- Conseiller d'État espagnol (président de la section des finances) ;
- Préfet de la Vendée (19 mars 1815 (Cent-Jours)) ;
- Conseiller d'État français (1830).

## Titres
- Comte de Sant'Anastasio (royaume de Naples, 1808) ;
- 1er Comte de Saint-Anastase et de l'Empire le 26 février 1814.

## Distinctions
- Légion d'honneur :
  - Commandeur de la Légion d'honneur ;
- Commandeur de l'ordre des Deux-Siciles ;
- Chevalier de l'ordre de la Couronne de fer.

## Règlement d'armoiries
« Ecartelé : au I, du quartier des Comtes Officiers de la Maison des Princes ; au II de sable à cinq fers de lances d'or ; au III d'azur à la bellete d'argent tenant dans sa gueules une branche d'olivier de gueules; au IV d'or au chevron de gueules accompagné de trois étoiles du même., »